# Saint-Sauveur-de-Landemont
Saint-Sauveur-de-Landemont là một xã thuộc tỉnh Maine-et-Loire trong vùng Pays de la Loire phía tây nước Pháp. Xã này nằm ở khu vực có độ cao trung bình 77 mét trên mực nước biển.